# Dmitri Danilenko
Dmitri Ivanovich Danilenko (en ruso: Дмитрий Иванович Даниленко; Moscú, 29 de mayo de 1995) es un deportista ruso que compite en esgrima, especialista en la modalidad de sable.
Ganó una medalla de oro en el Campeonato Mundial de Esgrima de 2016 y cuatro medallas en el Campeonato Europeo de Esgrima entre los años 2016 y 2025.
Participó en los Juegos Olímpicos de Tokio 2020, ocupando el séptimo lugar en la prueba por equipos.

## Palmarés internacional
| Campeonato Mundial | Campeonato Mundial      | Campeonato Mundial | Campeonato Mundial |
| Año                | Lugar                   | Medalla            | Prueba             |
| ------------------ | ----------------------- | ------------------ | ------------------ |
| 2016               | Río de Janeiro (Brasil) | Medalla de oro     | Sable por equipos  |
| Campeonato Europeo |                         |                    |                    |
| Año                | Lugar                   | Medalla            | Prueba             |
| 2016               | Toruń (Polonia)         | Medalla de oro     | Sable por equipos  |
| 2017               | Tiflis (Georgia)        | Medalla de oro     | Sable por equipos  |
| 2018               | Novi Sad (Serbia)       | Medalla de bronce  | Sable individual   |
| 2025               | Génova (Italia)         | Medalla de bronce  | Sable por equipos  |